# João Batista Primoli

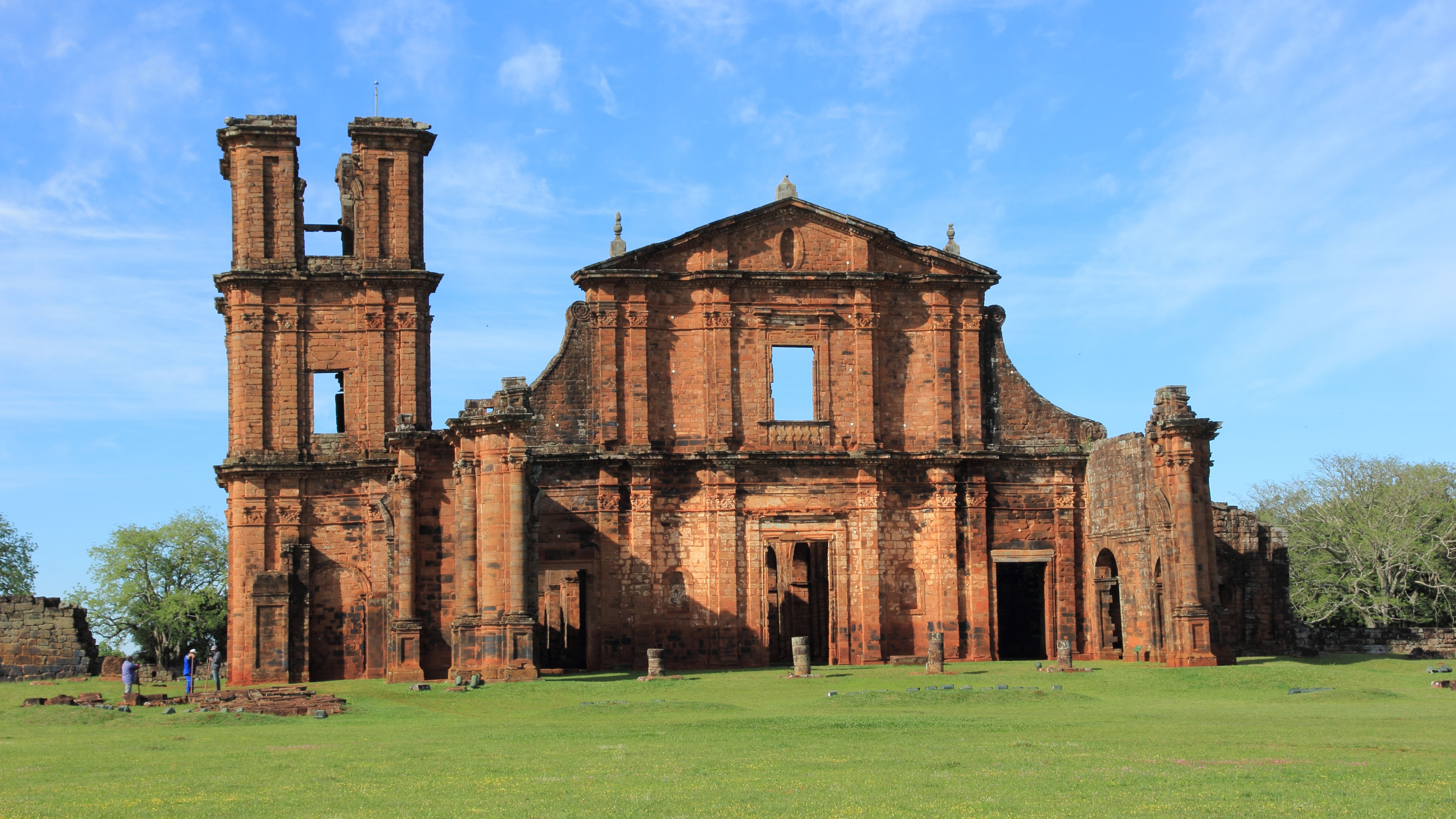
Ruínas da Igreja de São Miguel

João Batista Primoli (Milão, 10 de outubro de 1673 — Candelaria, 11 de setembro de 1747) foi um sacerdote jesuíta e arquiteto italiano ativo no sul da América do Sul durante a era colonial.
Segundo Athos Damasceno ele foi o mais importante arquiteto das missões ibero-americanas, sendo tido como autor da igreja de São Miguel, hoje a maior relíquia missioneira em terras do Brasil, e declarada Patrimônio da Humanidade pela UNESCO.
Também consta ter sido o autor do edifício do colégio anexo àquela igreja, e sua presença é assinalada em diversas outras reduções da região e mesmo em Buenos Aires e Córdoba, na Argentina. Foi ainda autor da igreja da redução de Trinidad e de Concepción, e de outras mais.
Sua atuação foi louvada por seu confrade o padre Carlos Gervasioni, em carta de 9 de julho de 1729, nos seguintes termos: "Este é um irmão incomparável, infatigável. Ele é o arquiteto, o mestre, o pedreiro da obra. (...) Este irmão construiu a Catedral de Córdoba, no Tucumán, a nossa igreja daquele colégio, a dos Padres Reformados de São Francisco aqui em Buenos Aires, a dos Padres da Mercê, que é maior e mais majestosa que a nossa; e anda sempre ocupado aqui e acolá, a ver, a examinar, a levantar planos...". 
Morreu na redução de Candelaria (Argentina) em 11 de setembro de 1747.